# (85389) Rosenauer
(85389) Rosenauer est un astéroïde de la ceinture principale.

## Description
(85389) Rosenauer est un astéroïde de la ceinture principale. Il fut découvert le 22 août 1996 à l'Observatoire Kleť par Jana Tichá et Miloš Tichý. Il présente une orbite caractérisée par un demi-grand axe de 2,66 UA, une excentricité de 0,12 et une inclinaison de 3,5° par rapport à l'écliptique.

## Compléments